# Первомайский проезд (Москва)
Первома́йский прое́зд — проезд, расположенный в Восточном административном округе города Москвы на территории района Восточное Измайлово.

## История
Проезд получил своё название 17 апреля 1996 года по близости от Первомайской улицы, в свою очередь названной в честь праздника международной солидарности трудящихся 1 Мая.

## Расположение
Первомайский проезд проходит от 16-й Парковой улицы на северо-восток вдоль северной границы Измайловского парка и оканчивается, не доходя до МКАД.

## Транспорт

### Автобус
По Первомайскому проезду маршруты наземного общественного транспорта не проходят. У западного конца проезда, на 16-й Парковой улице, расположена остановка «16-я Парковая улица, 6» автобусов 34, 833; у восточного конца проезда, на МКАД, — остановка «Микрорайон 1-го Мая» автобусов 133, 760, 760к.

### Метро
- Станция метро «Первомайская» Арбатско-Покровской линии — западнее улицы, на пересечении 9-й Парковой улицы с Первомайской улицей и Измайловским бульваром
- Станция метро «Щёлковская» Арбатско-Покровской линии — западнее улицы, на пересечении Щёлковского шоссе с 9-й Парковой и Уральской улицами